# قلعة فياندن

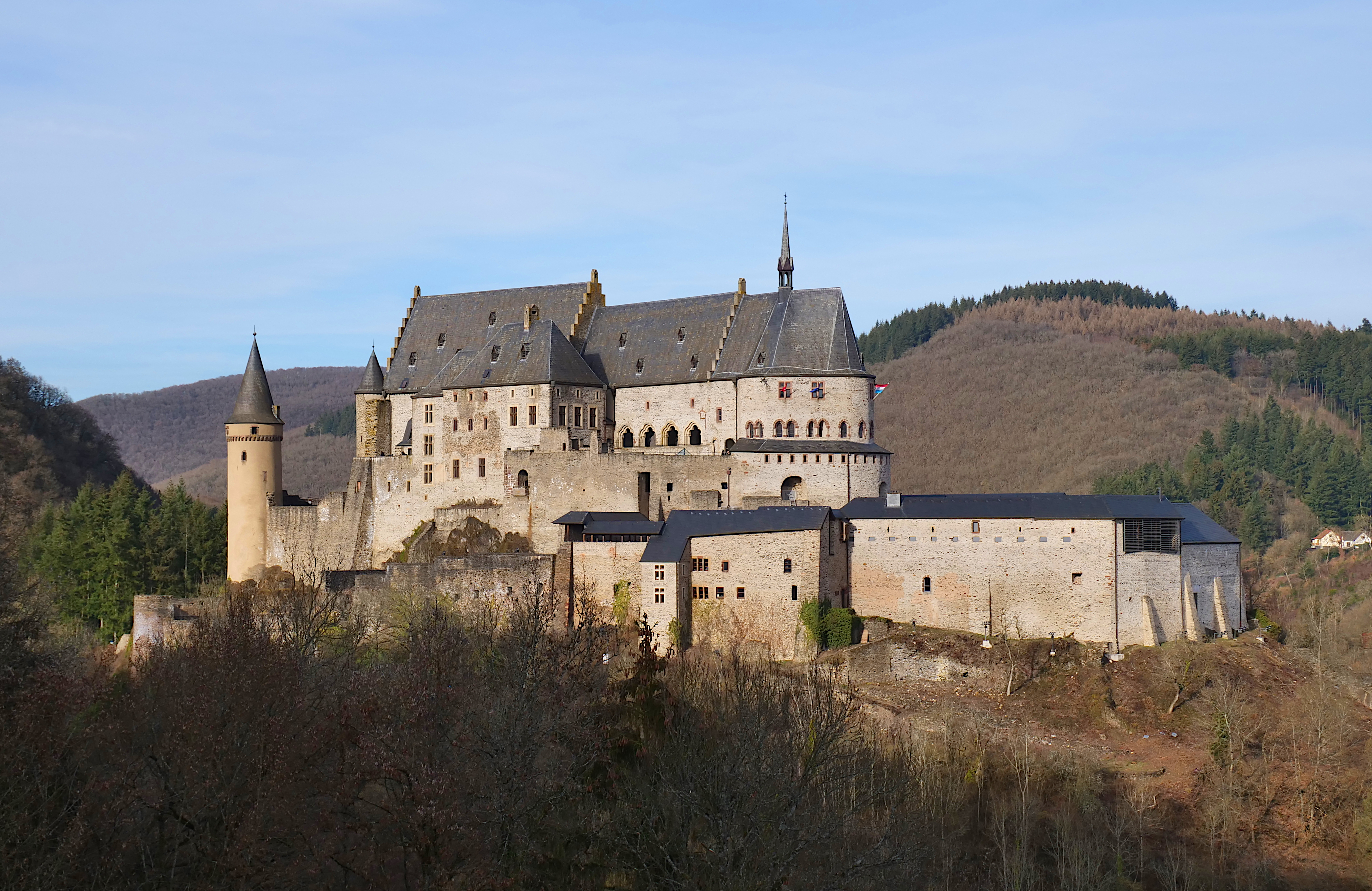
قلعة فياندن، فبراير 2019

قلعة فياندن (بالفرنسية: Château de Vianden)‏ (بالألمانية: Burg Vianden) (باللوكسمبورغية: Buerg Veianen)‏، هي واحدة من أكبر القلاع المحصنة غرب نهر الراين، تقع في بلدة فياندين شمال لوكسمبورغ. يعود أصل القلعة إلى القرن العاشر، وتم بناء القلعة على الطراز الرومانكسي من القرن الحادي عشر إلى الرابع عشر. ظهر الطراز القوطي على بعض التغييرات والزركشات في القلعة مع نهاية هذه الفترة. تمت إضافة قصر بطابع عصر النهضة في القرن السابع عشر، ولكن بعد ذلك أُهملت القلعة، وأصبحت أطلال. ومع ذلك، فقد تم مؤخرًا تجديد القلعة وإعادة بنائها بالكامل وهي الآن مفتوحة أمام الزوار.

## الموقع
تقع القلعة على رعن صخري، ويصل ارتفاعها إلى 310 متر (1,020 قدم)، تبدو بارزة في بلدة فياندن وتطل على نهر أور الذي يدنوها بحوالي 100 متر (330 قدم). يبلغ امتداد القلعة والمباني التابعة لها 90 متر (300 قدم).

## التاريخ
بُنيت القلعة على أنقاض برج روماني قديم. من المرجح أن قبو القلعة كان ملجئاً في زمن الإمبراطورية الكارولنجية. تم ذكر نبلاء فياندن أول مرة في عام 1090. استمرت القلعة في كونها مركزاً لنبلاء فياندن حتى بداية القرن الخامس عشر.
حوالي عام 1100، تم بناء برج مربع، بالإضافة إلى مطبخ ومصلى وغرف سكنية، ما يشير إلى أن عائلة أرستقراطية كانت تعيش هناك في ذلك الوقت. خلال النصف الأول من القرن الثاني عشر، تم إضافة برج سكني جديد وكنيسة مرموقة، كما تم توسعة القصر نفسه. في بداية القرن الثالث عشر، تم بناء قصر جديد مكون من طابقين مع رواق باذخ يربطه بالكنيسة. تُظهر هذه الإضافات كيف سعى نبلاء فياندن إلى منافسة بيت لوكسمبورغ. حدث التغيير الكبير الأخير في منتصف القرن الثالث عشر، عندما تم تكييف القلعة بأكملها لتعكس النمط القوطي. وأخيرًا، في عام 1621، تم بناء قصر ناساو بقاعة الولائم وغرفة النوم التابعين له، من قبل موريس فان ناساو أمير أورانج على طراز عصر النهضة.
خلال القرن السادس عشر، تم التخلي عن القلعة بشكل أو بآخر من قبل لوردات فياندن. وذهبت الوصاية على بلدة فياندن وقلعتها إلى بيت ناساو. في عام 1564، بدأ وليام الصامت، أمير أورانج، وكونت ناساو وفياندن، بالاهتمام بقلعة فياندن، حيث بنى فرن الصَهْر الأول في لوكسمبورج، لكنه غادر في عام 1566 لقيادة الثورة الهولندية ضد فيليب الثاني ملك إسبانيا. ونتيجة لذلك، صادر فيليب القلعة ومنحها إلى بيتر إرنست فون مانسفيلد، حاكم لوكسمبورغ.
في عام 1820، باع الملك فيلم الأول القلعة إلى وينزل كوستر مقابل 3200 فلورين. بدأ كوستر في هدم المبنى، وبيع بلاط السقف، والألواح الخشبية، والأبواب والنوافذ قطعة قطعة. سرعان ما أصبحت القلعة خرابًا.
خلال الحرب العالمية الثانية، في معركة فياندن التي جرت في 19 نوفمبر 1944، تم استخدام القلعة من قبل أعضاء المقاومة اللوكسمبورغية المناهضة للنازية، وأثبتت القلعة أنها ما زالت قادرة على إضافة قيمة إستراتيجية حتى في ظل ظروف الحرب الحديثة.

## الترميم

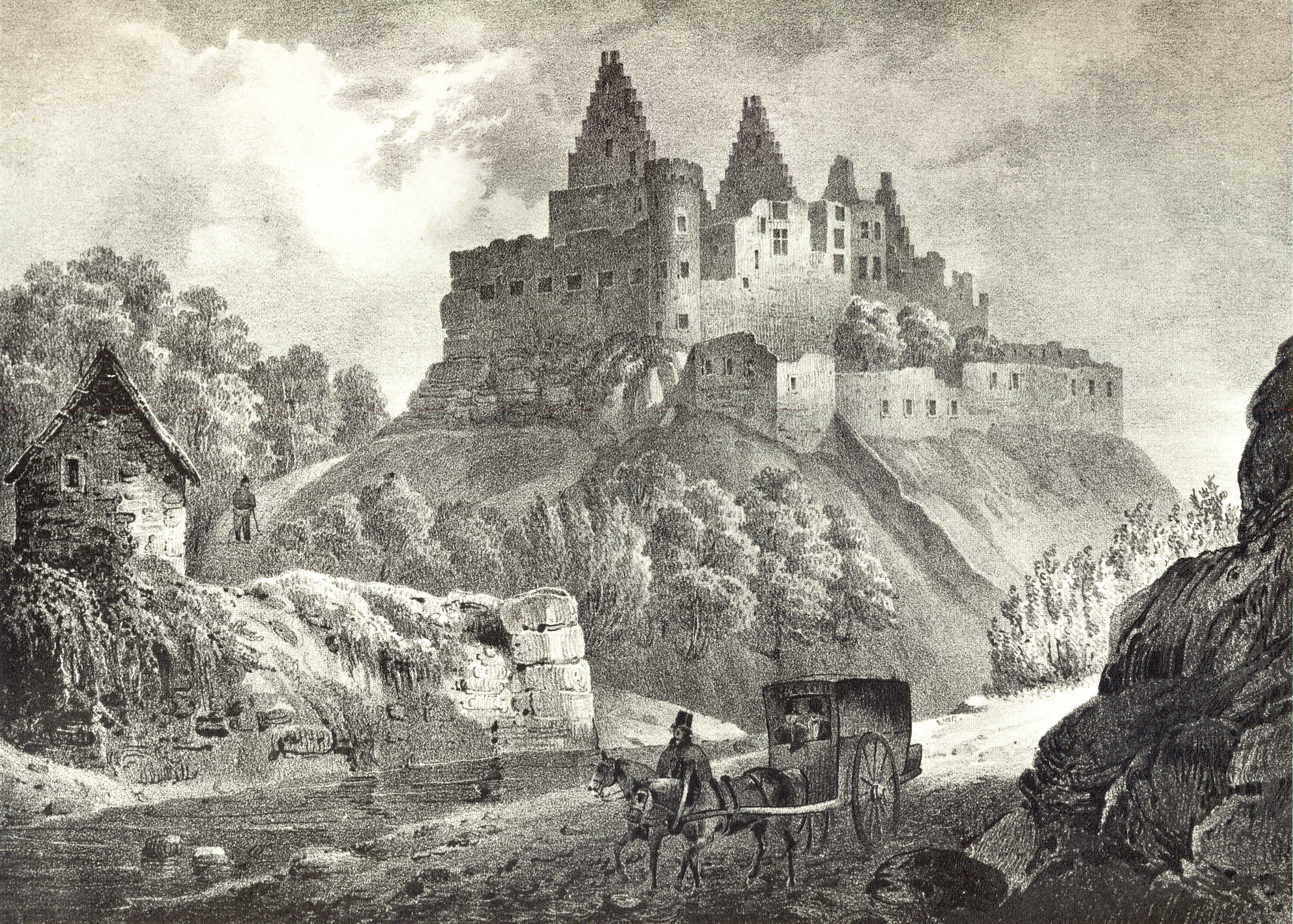
أطلال قلعة فياندن، رسم نيكولاس ليز (1834)

حدثت بعض الإصلاحات الطفيفة للقلعة خلال القرن التاسع عشر وبداية القرن العشرين حتى بداية الحرب العالمية الأولى. بعد ذلك، لم يتم التفكير بترميم القلعة حتى عام 1962، حيث تم إعادة بناء مخزن الأسلحة. أعاقت أسئلة حول ملكية القلعة إحراز مزيد من التقدم. فقط بعد أن تنازل الدوق الأكبر جان عن القلعة للدولة في عام 1977، استمر العمل. في عام 1978، تحول الاهتمام إلى إعادة بناء الجدران والسقف. في عام 1979، أعطيت الكنيسة أيضًا سقفًا جديدًا وتم ترميمها لتعكس مظهرها القوطي الأصلي، الذي فقد خلال حريق عام 1667 بسبب البرق. كما تم تعزيز وتسقيف البرج الأبيض. بعد ذلك، تم الاهتمام أكثر بتأثيث القلعة من الداخل. تم الانتهاء من هذا العمل في عام 1990.

## القلعة اليوم
القلعة مفتوحة أمام الزوار طوال العام من الساعة 10 صباحًا حتى الساعة 4 مساءً كل يوم. في شهري مارس وأكتوبر، يمتد وقت الإغلاق إلى الخامسة مساءً وفي أشهر الصيف حتى السادسة مساءً. الجولات المصحوبة بمرشدين متوفرة أيضا.

## معرض صور

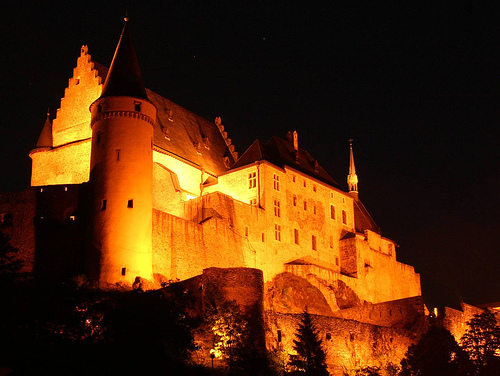
القلعة في الليل
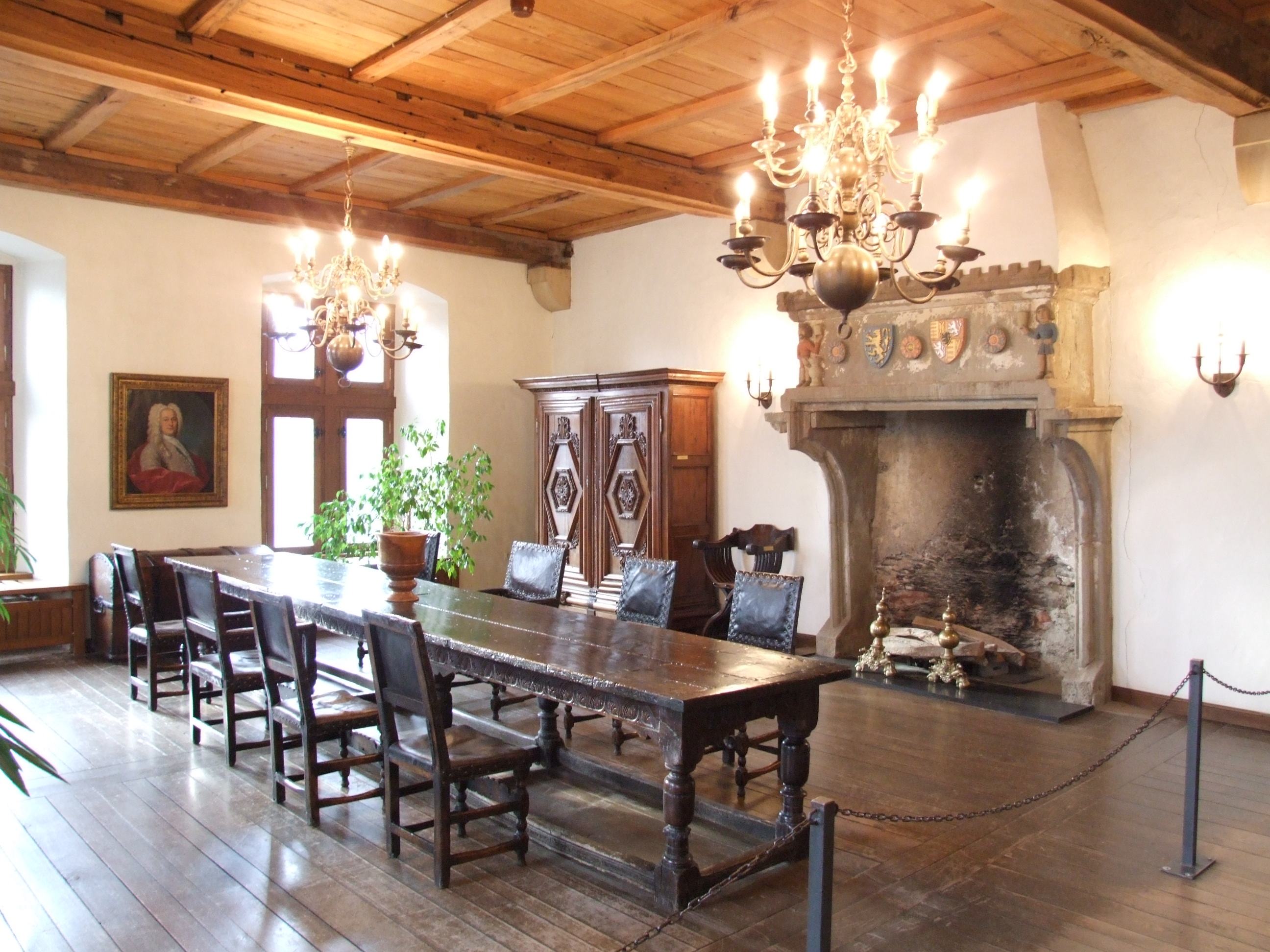
غرفة طعام بطراز عصر النهضة
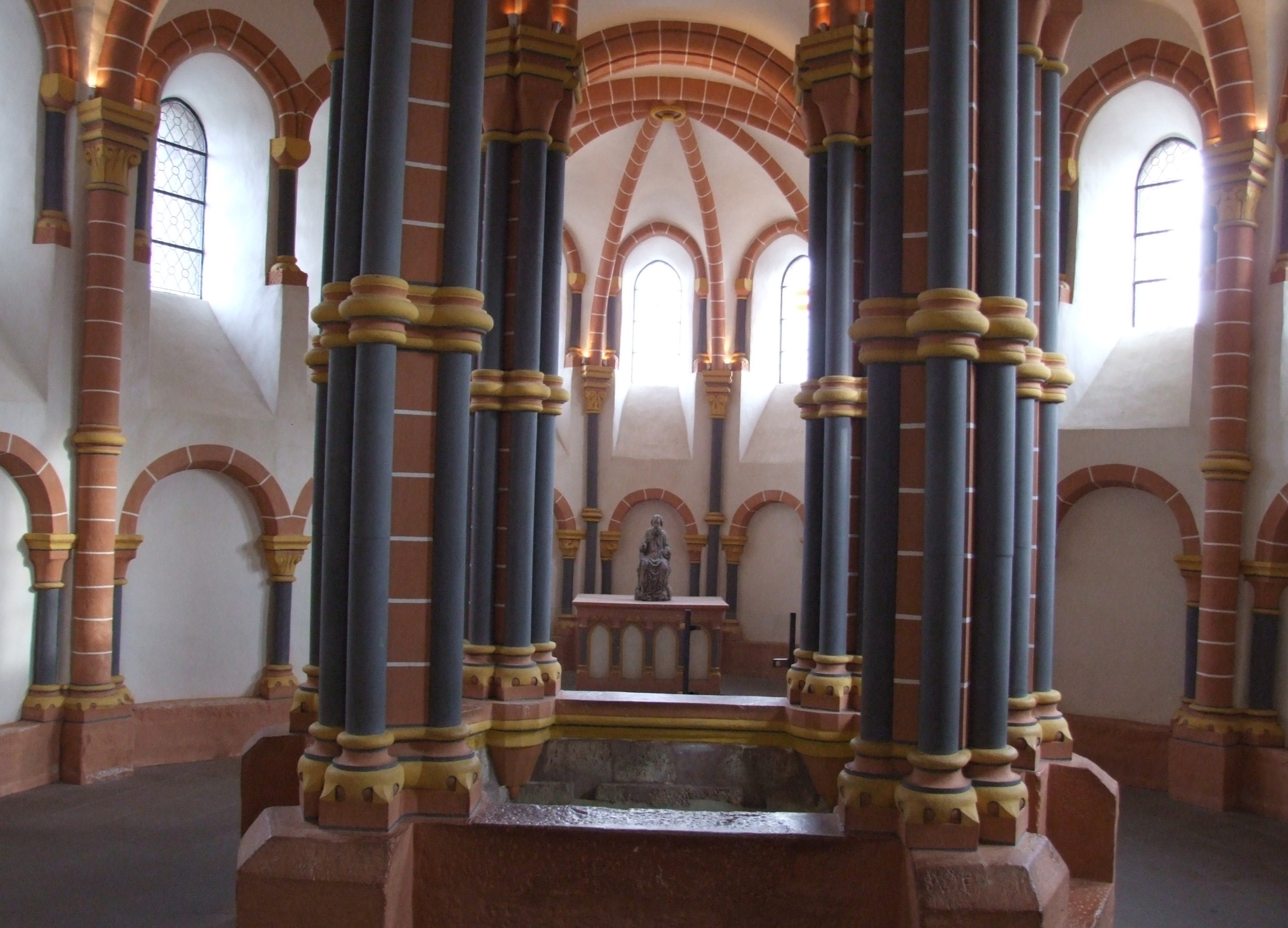
المصلى: المستوى العلوي
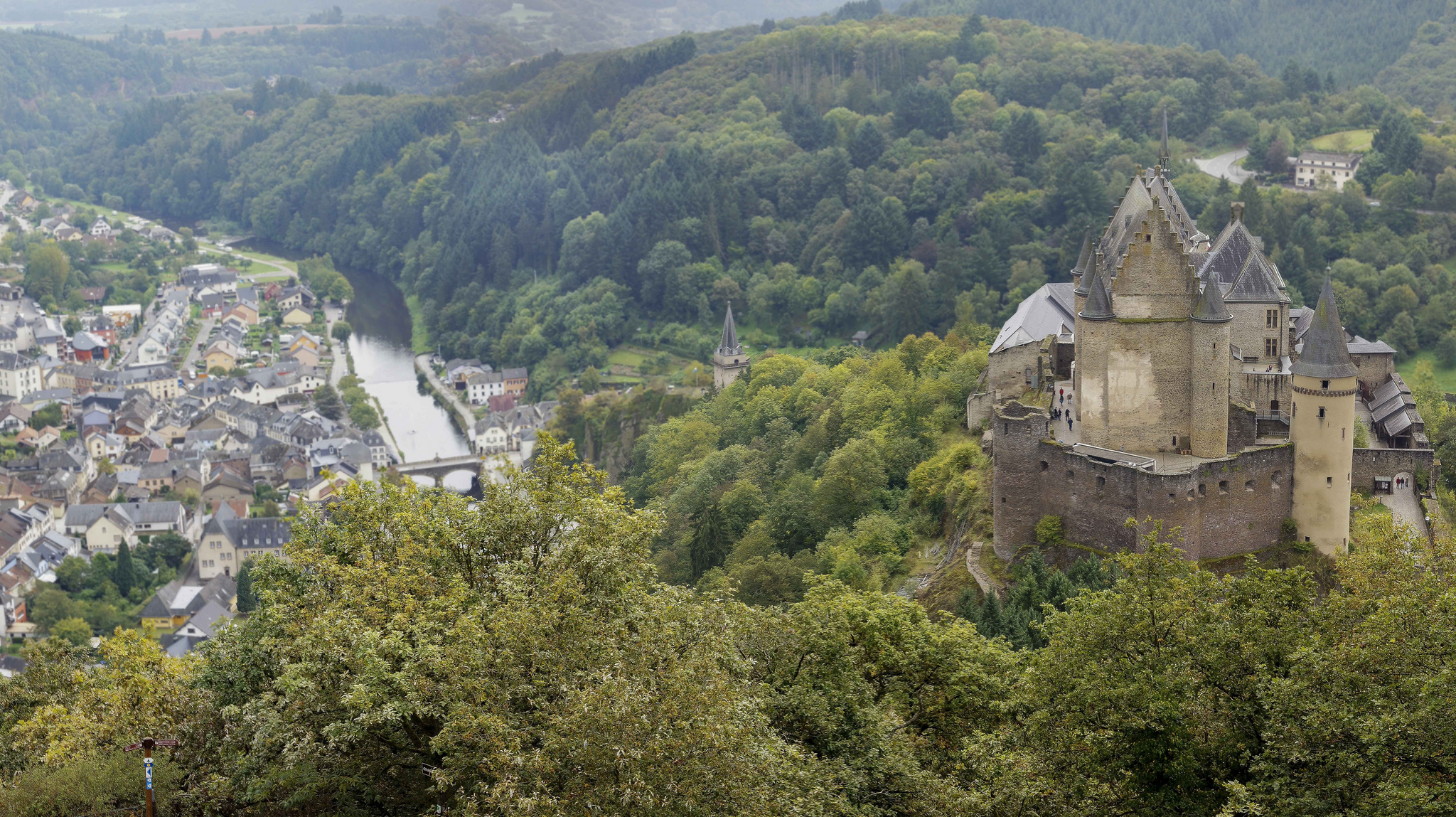
منظر يطل على المدينة
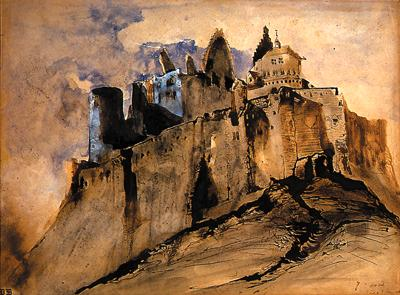
فيكتور هوغو : أطلال قلعة فياندن (1871)